# Jakub Stanisław Pląskowski
Jakub Stanisław Pląskowski herbu Oksza – ławnik tczewski w latach 1686–1695, pisarz grodzki pomorski w latach 1689–1695, burgrabia pomorski w 1685 roku, pisarz grodzki pomorski w latach 1682–1683, burgrabia pomorski w latach 1680–1682.
Poseł sejmiku świeckiego na sejm koronacyjny 1676 roku, poseł sejmiku stargardzkiego na sejm 1690 roku.